# Prostitución en Camboya

Prostitución en Asia. En rojo se indica el modelo prohibicionista, en el que la prostitución es ilegal, como es el caso de Camboya.

La prostitución en Camboya es ilegal, pero frecuente. La Ley camboyana de Represión de la Trata de Seres Humanos y la Explotación Sexual de 2008 ha resultado controvertida y ha suscitado preocupación internacional por los abusos contra los derechos humanos que de ella se derivan, como se señala en el informe de Human Rights Watch de 2010. La exhaustiva Ley de Represión de la Trata de Seres Humanos y la Explotación Sexual se promulgó en 2008. Castiga la trata de personas, la gestión de prostitutas y el mantenimiento de un burdel, así como la prostitución en público y la distribución de pornografía. El mero acto de intercambiar sexo por dinero no está proscrito.
La Red de Mujeres por la Unidad es una organización camboyana de trabajadoras del sexo creada en 2000. Presiona en favor de los derechos legales y humanos y de mejores condiciones laborales para las trabajadoras del sexo, y su objetivo es modificar la ley de 2008.
En 2016, ONUSIDA estimó que había 34 000 prostitutas en el país, muchas de ellas procedentes de Vietnam.

## Historia
El intercambio sexual existe en Camboya desde hace siglos, pero los acontecimientos del siglo XX crearon una situación muy inestable. Durante los años de los Jemeres Rojos (1975-1979), la prostitución estaba totalmente prohibida y castigada con la pena de muerte, lo que supuso su práctica eliminación en un sistema social altamente totalitario. Bajo el nuevo Estado de Camboya (1979-1993) comenzó a resurgir el comercio sexual.
Tras el desmantelamiento del Estado de Camboya, unos 20 000 soldados y personal civil de la Autoridad Provisional de las Naciones Unidas en Camboya (UNTAC) (1992-1993) llegaron a Camboya junto con muchas ONG e intereses empresariales del extranjero, creando un nuevo mercado de servicios sexuales en un país muy pobre. La UNTAC hizo poco por frenar el crecimiento de la prostitución en el país. Norodom Sihanouk tenía muchas reservas sobre toda la operación de la UNTAC, ya que la presencia masiva de tropas extranjeras de Naciones Unidas conducía, a sus ojos, al abuso y la deshonra de las mujeres camboyanas.
Tras la retirada de la APRONUC en agosto de 1993, la demanda se redujo y se hizo patente un descenso en el número de establecimientos de comercio sexual y de trabajadoras del sexo. A mediados de 1994, las cifras empezaron a aumentar de nuevo en un periodo de inestabilidad política. A mediados de los noventa, la policía acosaba a las trabajadoras del sexo, pero también era propietaria de muchos de los burdeles, que se dividían en vietnamitas o jemeres. No eran infrecuentes las trabajadoras de entre 15 y 18 años, pero algunos establecimientos, como los de Tuol Kork y Svay Pak, se especializaban en proporcionar trabajadoras más jóvenes.
Las ONG se alarmaron por el aumento de la prostitución infantil y del número de mujeres y niños secuestrados y vendidos para la prostitución. En 1995 parecía que en Camboya entraban mujeres de algunos países vecinos. Se despertó la preocupación internacional y se llevaron a cabo algunas redadas, entre ellas una de la Misión Internacional de Justicia (2004). Esto tuvo como consecuencia el desplazamiento de las trabajadoras.
El número de prostitutas en Camboya aumentó de unas 6 000 en el momento de los Acuerdos de Paz de París de 1991, a más de 20 000 tras la llegada del personal de la UNTAC en 1992, y disminuyó a entre 4 000 y 10 000 tras su retirada.

## Turismo sexual infantil
En Camboya hay turismo sexual infantil. Algunos niños son vendidos por sus propios padres, otros son atraídos por lo que creen que son ofertas de trabajo legítimas, como camareros. Según los informes, los proxenetas encarcelan a niñas vírgenes y no las ponen a trabajar hasta que no han sido presentadas a una serie de postores, como militares de alto rango, políticos, hombres de negocios y turistas extranjeros.
Las jóvenes que trabajan en burdeles son, de hecho, esclavas sexuales. No reciben dinero, sólo comida, y hay guardias armados para impedir que huyan.
El Servicio de Control de Inmigración y Aduanas de los Estados Unidos ha llegado a extraditar a turistas sexuales estadounidenses a su país de origen para ser procesados. Las niñas prostitutas vietnamitas constituyen un tercio de las niñas prostitutas de Camboya, y los burdeles camboyanos emplean a niñas y mujeres de Vietnam.

## Prostitutas extranjeras en Camboya
En Camboya también trabajan prostitutas rusas, vietnamitas y tailandesas. Según estimaciones extraoficiales de 2005, había cerca de 15 000 prostitutas en Nom Pen, y hasta un 35 % de ellas han sido introducidas ilegalmente en Camboya desde Vietnam, sobre todo desde las provincias del suroeste del país (Long An, An Giang, Song Be, Kiên Giang, Đồng Tháp, Cần Thơ y Ciudad Ho Chi Minh). Muchas niñas prostitutas vietnamitas son esclavizadas en burdeles de Nom Pen.

## Violencia contra las prostitutas
La violencia contra las prostitutas, especialmente la violación en grupo, llamada bauk en camboyano, es habitual, y entre sus autores figuran clientes y agentes de policía. Según algunas fuentes, estas agresiones no son condenadas por la sociedad debido a la estigmatización de las prostitutas. Una encuesta de opinión sobre el bauk mostró que sólo el 13 % de los hombres y el 13 % de las mujeres entrevistadas consideraban que el sexo forzado por un grupo de hombres a una prostituta era violación. La respuesta más común -33,4 % de los hombres y 40,7 % de las mujeres- fue que el bauk era peligroso por el posible contagio de enfermedades de transmisión sexual; el 12,5 % de los hombres y el 8,1 % de las mujeres dijeron que la violación en grupo contra prostitutas no perjudicaba a nadie porque las mujeres eran prostitutas y veían a muchos hombres de todos modos; mientras que el 12,7 % de los hombres y el 16,7 % de las mujeres dijeron que era mejor que esto les ocurriera a las prostitutas que a otras mujeres.
A pesar del estigma social que pesa sobre las prostitutas, pagar por sexo es muy común entre los hombres de Camboya: aunque la cultura jemer exige la virginidad femenina, vincula la masculinidad a la actividad sexual y, en consecuencia, las prostitutas son el objeto de la mayoría de los encuentros sexuales de los hombres jóvenes durante su juventud y los primeros años de la edad adulta. La violencia sexual contra las prostitutas también se describió en un informe de Amnistía Internacional de 2010, titulado Breaking the Silence – Sexual Violence in Cambodia.

## Salud sexual
Camboya tiene una alta prevalencia del VIH/sida, siendo uno de los países más afectados de Asia. En 1995 había entre 50 000 y 90 000 camboyanos afectados por el sida, según una estimación de la OMS. La transmisión se produce principalmente por contacto heterosexual. Los factores que contribuyen a ello son la pobreza, la presencia de otras infecciones de transmisión sexual que facilitan la transmisión del VIH. Este patrón también se observa en la población de profesionales del sexo.
Se calcula que desde 2010 se ha producido un descenso del 45 % en las nuevas infecciones por VIH gracias a la promoción del preservativo. Desde 2001 existe un «programa 100 % preservativo» que promueve el sexo seguro.

## Oposición al comercio sexual
El Departamento de Estado de los Estados Unidos condena con frecuencia a Camboya por su comercio sexual, y rebajó su clasificación del país en 2004.
La activista camboyana Somaly Mam llegó a inventar una serie de historias contra la trata de personas para atraer donaciones de ayuda extranjera. Mam dirigió la fundación AFESIP, que ha influido en ayudar a la policía a asaltar hoteles y secuestrar a sus empleados.
Algunos comentaristas internacionales han señalado que la industria de la confección en Camboya es abusiva y que los esfuerzos por sacar a las trabajadoras del sexo de los burdeles y darles trabajo confeccionando ropa pueden ser contraproducentes si algunas vuelven a los burdeles.

## Tráfico sexual
Camboya es un país de origen, tránsito y destino de mujeres y niños víctimas del tráfico sexual. Adultos y niños camboyanos emigran a otros países de la región y, cada vez más, a Oriente Medio en busca de trabajo; muchos son víctimas del tráfico sexual. Los migrantes que utilizan canales de migración irregulares, sobre todo con la ayuda de intermediarios sin licencia, corren un mayor riesgo de ser víctimas de la trata, pero los que recurren a agentes de contratación con licencia también se convierten en víctimas de la trata con fines sexuales. Un número significativo de mujeres de zonas rurales son reclutadas bajo falsos pretextos para viajar a China y contraer matrimonio con hombres chinos, que a menudo contraen una deuda de hasta 20 000 dólares con los intermediarios que facilitan la transacción; algunas de estas mujeres son sometidas después a prostitución forzada como consecuencia de esta deuda. Mujeres de Camboya han sido víctimas de la trata con destino a Malasia.
Las 25 provincias de Camboya son focos de trata de seres humanos. El tráfico sexual es, en gran medida, clandestino; las mujeres y niñas camboyanas y de etnia vietnamita se trasladan de las zonas rurales a las ciudades y destinos turísticos, donde son sometidas al tráfico sexual en burdeles y, con mayor frecuencia, en establecimientos de sexo «indirecto» como cervecerías, salones de masaje, salones de belleza, bares de karaoke, locales de venta al por menor y sitios no comerciales. Los hombres camboyanos constituyen la mayor fuente de demanda de niños explotados en la prostitución; sin embargo, hombres de otros lugares de Asia y Europa, Estados Unidos, Australia y Sudáfrica viajan a Camboya para practicar el turismo sexual infantil.
Mujeres y niños vietnamitas, muchos de ellos víctimas de la servidumbre por deudas, viajan a Camboya y son objeto de tráfico sexual. Las ONG informan de que bandas criminales transportan a algunas víctimas vietnamitas a través de Camboya antes de explotarlas en Tailandia y Malasia. En Camboya, los traficantes suelen ser miembros de la familia o de la comunidad, o pequeñas redes de intermediarios independientes. La corrupción endémica favorece los delitos de trata. Según los informes, algunos policías solicitan sexo comercial con niños. Los funcionarios corruptos facilitan el tráfico transfronterizo, frustran los avances en las investigaciones y los enjuiciamientos y, en algunos casos, se benefician directamente de los establecimientos sospechosos de tráfico.
Para 2024, la Oficina de Vigilancia y Lucha contra la Trata de Personas del Departamento de Estado de los Estados Unidos calificó a Camboya como país de "nivel 3".